# Herzogenburg
Herzogenburg är en stadskommun i Österrike. Den ligger i distriktet Sankt Pölten-Land i förbundslandet Niederösterreich. Kommunen har 7 963 invånare (2024).
Kommunen består av 17 orter (Ortschaften) (inom parentes invånarantal 1 januari 2024):

- Adletzberg (74)
- Angern (143)
- Ederding (69)
- Einöd (242)
- Gutenbrunn (151)
- Heiligenkreuz (21)
- Herzogenburg (3 236)
- Oberhameten (27)
- Oberndorf in der Ebene (2 035)
- Oberwinden (235)
- Ossarn (811)
- Pottschall (4)
- St. Andrä an der Traisen (622)
- Unterhameten (33)
- Unterwinden (155)
- Wielandsthal (97)
- Wiesing (8)